# Oxfordiano
| Periodo                                                                                      | Epoca                | Piano          | Età (Ma)    |
| -------------------------------------------------------------------------------------------- | -------------------- | -------------- | ----------- |
| Cretacico                                                                                    | Cretacico inferiore  | Berriasiano    | Più recente |
| Giurassico                                                                                   | Giurassico superiore | Titoniano      | 149,2 ± 0,7 |
| Giurassico                                                                                   | Giurassico superiore | Kimmeridgiano  | 154,8 ± 0,8 |
| Giurassico                                                                                   | Giurassico superiore | Oxfordiano     | 161,5 ± 1,0 |
| Giurassico                                                                                   | Giurassico medio     | Calloviano     | 165,3 ± 1,1 |
| Giurassico                                                                                   | Giurassico medio     | Bathoniano     | 168,2 ± 1,2 |
| Giurassico                                                                                   | Giurassico medio     | Bajociano      | 170,9 ± 0,8 |
| Giurassico                                                                                   | Giurassico medio     | Aaleniano      | 174,7 ± 0,8 |
| Giurassico                                                                                   | Giurassico inferiore | Toarciano      | 184,2 ± 0,3 |
| Giurassico                                                                                   | Giurassico inferiore | Pliensbachiano | 192,9 ± 0,3 |
| Giurassico                                                                                   | Giurassico inferiore | Sinemuriano    | 199,5 ± 0,3 |
| Giurassico                                                                                   | Giurassico inferiore | Hettangiano    | 201,4 ± 0,3 |
| Triassico                                                                                    | Triassico superiore  | Retico         | Più antico  |
| Suddivisione del Giurassico secondo la Commissione internazionale di stratigrafia dell'IUGS. |                      |                |             |

Nella scala dei tempi geologici, l'Oxfordiano è il primo dei tre piani o età in cui è suddiviso il Giurassico superiore, l'ultima epoca dell'intero periodo Giurassico.
È compreso tra 161,2 ± 4,0 e 155,6 milioni di anni fa (Ma), preceduto dal Calloviano, l'ultimo stadio del Giurassico medio e seguito dal Kimmeridgiano. 

## Definizioni stratigrafiche e GSSP

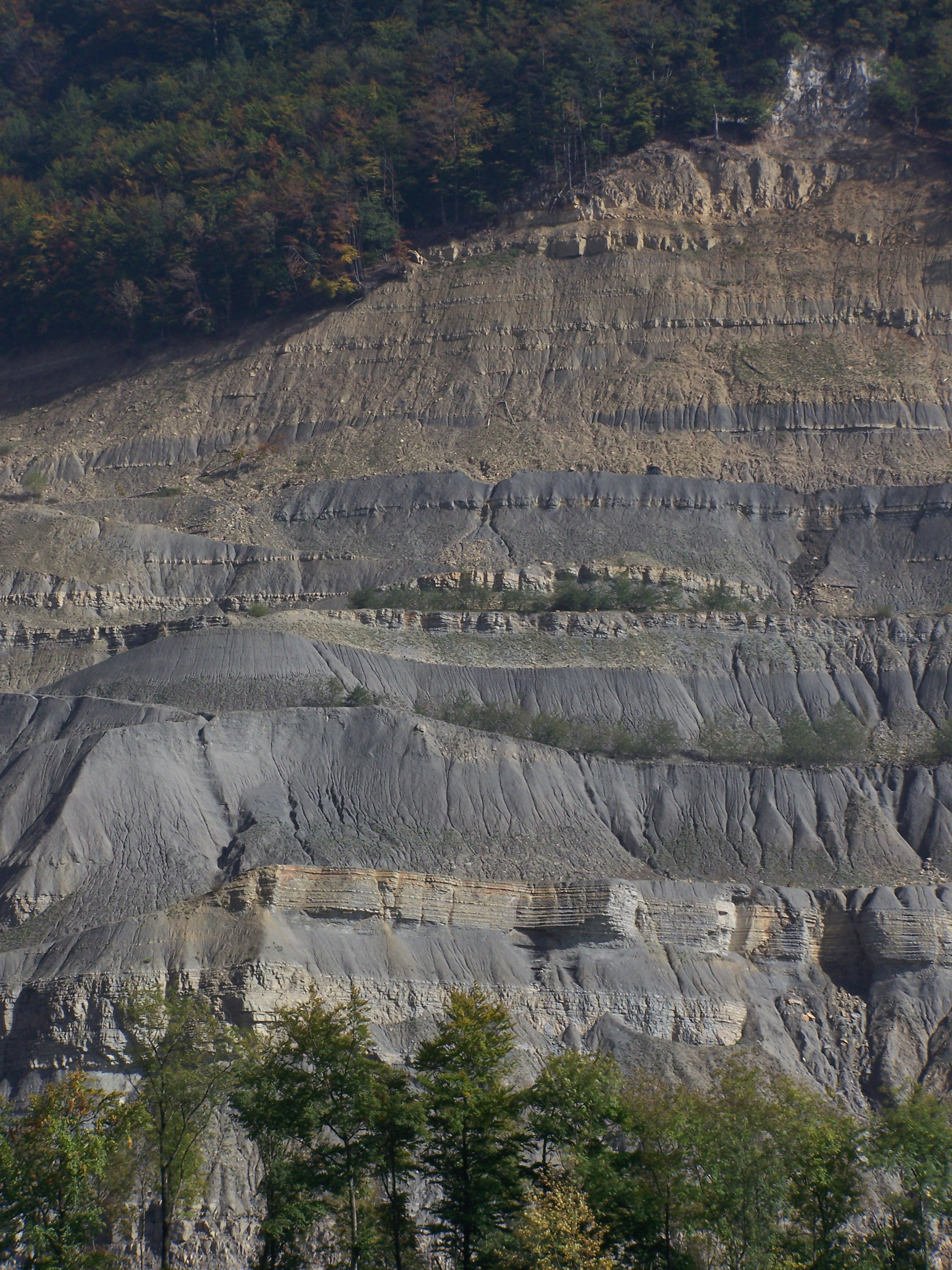
Alternanze di strati di calcare (chiaro e più compatto) e argilla dell'Oxfordiano a Péry-Reuchenette, presso Tavannes, nella catena montuosa del Giura, in Svizzera.

Il piano Oxfordiano fu introdotto nella letteratura scientifica dal mineralogista francese Alexandre Brongniart nel 1827. Il piano prende il nome dalla città di Oxford in Inghilterra. 
La base dell'Oxfordiano è definita dalla prima comparsa negli orizzonti stratigrafici della specie ammonitica Brightia thuouxensis.
Il limite superiore, nonché base del successivo Kimmeridgiano, è data dalla prima comparsa della specie ammonitica Pictonia baylei.

### GSSP
Il GSSP, il profilo stratigrafico di riferimento della Commissione Internazionale di Stratigrafia, non è ancora stato fissato (2009).

### Biozone
Nel dominio Tetide, l'Oxfordiano contiene sei biozone ammonitiche:
- zona della Epipeltoceras bimammatum
- zona della Perishinctes bifurcatus
- zona della Gregoryceras transversarium
- zona della Perisphinctes plicatilis
- zona della Cardioceras cordatum
- zona della Quenstedtoceras mariae

## Paleontologia

### †Ornithischi
| Ornithischia dell'Oxfordiano | Ornithischia dell'Oxfordiano | Ornithischia dell'Oxfordiano              | Ornithischia dell'Oxfordiano | Ornithischia dell'Oxfordiano |
| Taxa                         | Presenza                     | Localizzazione                            | Descrizione | Immagine                     |
| ---------------------------- | ---------------------------- | ----------------------------------------- | --- | ---------------------------- |
| - Chaoyangsaurus             | Oxfordiano? Tithoniano?      | Chaoyang, Liaoning, Cina.                 | Dinosauro marginocefalo del Giurassico superiore cinese; apparteneva ai Ceratopsia, un gruppo di dinosauri erbivori dotati di becco a pappagallo.                                                       |                              |
| - Chialingosaurus            |                              | Shaximiao Formation, Sichuan, Cina.       | Stegosauro simile al Kentrosaurus. |                              |
| - Chungkingosaurus           |                              | Shaximiao Formation, Sichuan, Cina.       | Stegosauro tra i più piccoli (lungo fra tre e quattro metri), il Chungkingosaurus aveva almeno almeno cinque aculei sul thagomizer. Il cranio era alto e stretto e aveva grandi e spesse placche ossee. |                              |
| - Dacentrurus                |                              | Inghilterra, Francia, Spagna, Portogallo. | Grande stegosauride. |                              |
| - "Eugongbusaurus"           |                              | Shishugou Formation, Xinjiang, Cina.      | Ipsilofodontide o ornitischio primitivo. |                              |
| - Gongbusaurus               |                              | Dashanpu Formation, Sichuan, Cina.        | Estrapolando i resti e per confronto con altri ornitopodi primitivi, potrebbe trattarsi di un bipede erbivoro lungo quasi un metro e mezzo. Doveva essere un forte corridore.                           |                              |
| - Jiangjunosaurus            |                              | Junggar Basin, Xinjiang, Cina.            | Un genere di stegosauro. |                              |
| - Tuojiangosaurus            |                              | Upper Shaximiao Formation, Sichuan, Cina. | Il più conosciuto tra gli stegosauri cinesi. Era lungo circa sette metri e alto due metri, con un peso stimato attorno alle quattro tonnellate.                                                         |                              |
| - Yinlong                    |                              | Shishugou Formation, Xinjiang, Cina.      | Piccolo bipede erbivoro, lungo poco più di un metro; il più antico e primitivo ceratopsidae conosciuto.                                                                                                 |                              |

### †Thalattosuchi
| Thalattosuchia dell'Oxfordiano | Thalattosuchia dell'Oxfordiano | Thalattosuchia dell'Oxfordiano | Thalattosuchia dell'Oxfordiano | Thalattosuchia dell'Oxfordiano |
| Taxa                           | Presenza                       | Localizzazione                 | Descrizione | Immagine                       |
| ------------------------------ | ------------------------------ | ------------------------------ | --- | ------------------------------ |
| - Aggiosaurus                  |                                |                                | |                                |
| - Geosaurus                    |                                |                                | |                                |
| - Metriorhynchus               |                                |                                | Carnivoro opportunista che si nutriva di pesci, belemniti, altri animali marini e forse anche di carogne. Il Metriorhynchus aveva una lunghezza media di tre metri, anche se alcuni individui potevano rivaleggiare in dimensioni con il grande coccodrillo del Nilo. |                                |
| - Steneosaurus                 |                                |                                | |                                |

### Teropodi
| Theropoda dell'Oxfordiano | Theropoda dell'Oxfordiano | Theropoda dell'Oxfordiano                 | Theropoda dell'Oxfordiano | Theropoda dell'Oxfordiano |
| Taxa                      | Presenza                  | Localizzazione                            | Descrizione | Immagine                  |
| ------------------------- | ------------------------- | ----------------------------------------- | --- | ------------------------- |
| - Yangchuanosaurus        |                           | Upper Shaximiao Formation, Sichuan, Cina. | Lo Yangchuanosaurus shangyouensis raggiungeva i sette metri di lunghezza e aveva un cranio di ottanta centometri. Il suo parente Y. magnus aveva dimensioni ancora superiori: lunghezza fino a dieci metri e un cranio di un metro. Aveva una sporgenza ossea sul naso e piccole corna e placche, come il Ceratosaurus. La coda era robusta e lunga circa la metà del corpo. |                           |
| - Monolophosaurus         |                           | Upper Shaximiao Formation, Cina.          | Il Monolophosaurus era un predatore di taglia intermedia, lungo poco meno di sei metri. Aveva un'unica cresta sulla testa che correva per quasi tutta la lunghezza del cranio. |                           |

### Nautiloidi
| Nautiloida dell'Oxfordiano | Nautiloida dell'Oxfordiano | Nautiloida dell'Oxfordiano | Nautiloida dell'Oxfordiano | Nautiloida dell'Oxfordiano |
| Taxa                       | Presenza                   | Localizzazione             | Descrizione                | Immagine                   |
| -------------------------- | -------------------------- | -------------------------- | -------------------------- | -------------------------- |
| - Somalinautilus           |                            |                            |                            |                            |

### Belemniti
| Belemniti dell'Oxfordiano | Belemniti dell'Oxfordiano | Belemniti dell'Oxfordiano | Belemniti dell'Oxfordiano | Belemniti dell'Oxfordiano |
| Taxa                      | Presenza                  | Localizzazione            | Descrizione               | Immagine                  |
| ------------------------- | ------------------------- | ------------------------- | ------------------------- | ------------------------- |
| - Produvalia              |                           |                           |                           |                           |